# Le Petit Paysan
Le Petit Paysan est une peinture à l'huile sur toile de 100 × 64,5 cm, réalisée par Amedeo Modigliani en 1918. Représentant un jeune paysan, elle est conservée à la Tate Gallery de Londres. Le tableau présente un chromatisme léger, une variation et une harmonie de couleurs délicates.  
Il est réalisé à Nice, sur la base d'une pièce dans laquelle Modigliani a également peint Jeanne Hébuterne. Le climat du Midi profite à l'artiste, son dessin, visiblement plus sensible, trouve douceur et harmonie, il utilise une palette nouvelle de couleurs plus lumineuses, conférant aux œuvres plus de fluidité. Ce passage dans le sud de la France marque chez l'artiste un tournant dans le cadrage de ses toiles : les genoux de ses modèles sont dorénavant représentés. De plus, un morceau de mobilier, à l'instar de Le Jeune Apprenti (1918), est visible dans cette œuvre.    